# Paris-Nice 1993
Paris-Nice 1993 est la 51e édition de Paris-Nice. La course cycliste s’est déroulée du  7 au 14 mars 1993. La course est remportée par le Suisse Alex Zülle de l'équipe ONCE devant les coureurs de l'équipe Gan Laurent Bezault et Pascal Lance.

## Participants
Sur cette édition de Paris-Nice 159 coureurs participent divisés en 20 équipes : ONCE, Gan, Castorama, WordPerfect, Novemail-Histor, CLAS-Cajastur, Ariostea, Motorola, Amaya Seguros, Banesto, Kelme-Xacobeo, Mercatone Uno-Mendeghini-Zucchini, TVM-Bison Kit, GB-MG Maglificio, Lampre-Polti, Festina-Lotus, Telekom, Lotto-Caloi, Chazal-Vetta-MBK et Subaru-Montgomery. L’épreuve est terminée par 126 coureurs.

## Étapes
| Étapes                | Date    | Villes étapes                   | Km       | Vainqueur d'étape    | Leader du classement général |
| --------------------- | ------- | ------------------------------- | -------- | -------------------- | ---------------------------- |
| Prologue              | 7 mars  | Fontenay-sous-Bois (clm)        | 7,7 km   | Alex Zülle           | Alex Zülle                   |
| 1re étape             | 8 mars  | Meung-sur-Loire-Nevers          | 208,5 km | Mario Cipollini      | Alex Zülle                   |
| 2e étape              | 9 mars  | Roanne-Roanne (clm/éq)          | 33 km    | ONCE                 | Alex Zülle                   |
| 3e étape              | 10 mars | Roanne-Saint-Étienne            | 153 km   | Johan Museeuw        | Alex Zülle                   |
| 4e étape              | 11 mars | Saint-Étienne-Vaison-la-Romaine | 210 km   | Mario Cipollini      | Alex Zülle                   |
| 5e étape              | 12 mars | Sarrians-Marseille              | 192 km   | Mario Cipollini      | Alex Zülle                   |
| 6e étape              | 13 mars | Marseille-Mandelieu-la-Napoule  | 196,5 km | Armand de Las Cuevas | Alex Zülle                   |
| 7e étape, 1er secteur | 14 mars | Mandelieu-la-Napoule -Nice      | 104,3 km | Laurent Jalabert     | Alex Zülle                   |
| 7e étape, 2e secteur  | 14 mars | Nice-Col d'Èze (clm)            | 12,5 km  | Alex Zülle           | Alex Zülle                   |

### Prologue
7-03-1993. Fontenay-sous-Bois, 7,7 km (clm).
|   | Cycliste       | Équipe | Temps      |
| - | -------------- | ------ | ---------- |
| 1 | Alex Zülle     | ONCE   | 9 min 19 s |
| 2 | Erik Breukink  | ONCE   | m.t.       |
| 3 | Francis Moreau | Gan    | m.t.       |

### 1reétape
8-03-1993. Meung-sur-Loire-Nevers, 208,5 km.
|   | Cycliste                 | Équipe                            | Temps           |
| - | ------------------------ | --------------------------------- | --------------- |
| 1 | Mario Cipollini          | GB-MG Maglificio                  | 6 h 02 min 49 s |
| 2 | Djamolidine Abdoujaparov | Lampre-Polti                      | m.t.            |
| 3 | Adriano Baffi            | Mercatone Uno-Mendeghini-Zucchini | m.t.            |

### 2eétape
9-03-1993. Roanne-Roanne 33 km. (clm/éq)
|   | Équipe    | Temps        |
| - | --------- | ------------ |
| 1 | ONCE      | 36 min 16 s  |
| 2 | Gan       | + 15 s       |
| 3 | Castorama | + 1 min 02 s |

### 3eétape
10-03-1993. Roanne-Saint-Étienne 153 km.
|   | Cycliste            | Équipe           | Temps           |
| - | ------------------- | ---------------- | --------------- |
| 1 | Johan Museeuw       | GB-MG Maglificio | 3 h 42 min 44 s |
| 2 | Maximilian Sciandri | Motorola         | m.t.            |
| 3 | Jean-Claude Colotti | Gan              | m.t.            |

### 4eétape
11-03-1993. Saint-Étienne-Vaison-la-Romaine, 210 km.
|   | Cycliste          | Équipe           | Temps           |
| - | ----------------- | ---------------- | --------------- |
| 1 | Mario Cipollini   | GB-MG Maglificio | 5 h 27 min 09 s |
| 2 | Wilfried Nelissen | Novemail-Histor  | m.t.            |
| 3 | Johan Capiot      | TVM-Bison Kit    | m.t.            |

### 5eétape
12-03-1993. Sarrians-Marseille, 132 km.
|   | Cycliste          | Équipe           | Temps           |
| - | ----------------- | ---------------- | --------------- |
| 1 | Mario Cipollini   | GB-MG Maglificio | 4 h 58 min 34 s |
| 2 | Wilfried Nelissen | Novemail-Histor  | m.t.            |
| 3 | Johan Capiot      | TVM-Bison Kit    | m.t.            |

### 6eétape
13-03-1993. Marseille-Mandelieu-la-Napoule, 196,5 km.
|   | Cycliste             | Équipe   | Temps           |
| - | -------------------- | -------- | --------------- |
| 1 | Armand de Las Cuevas | Banesto  | 5 h 09 min 48 s |
| 2 | Lance Armstrong      | Motorola | + 16 s          |
| 3 | Maximilian Sciandri  | Motorola | + 44 s          |

### 7eétape,1ersecteur
14-03-1993. Mandelieu-la-Napoule-Nice, 104,3 km.
|   | Cycliste            | Équipe                            | Temps           |
| - | ------------------- | --------------------------------- | --------------- |
| 1 | Laurent Jalabert    | ONCE                              | 2 h 37 min 02 s |
| 2 | Maximilian Sciandri | Motorola                          | m.t.            |
| 3 | Adriano Baffi       | Mercatone Uno-Mendeghini-Zucchini | m.t.            |

### 7eétape,2esecteur
14-03-1993. Nice-Col d'Èze, 12,5 km (clm).
|   | Cycliste              | Équipe  | Temps       |
| - | --------------------- | ------- | ----------- |
| 1 | Alex Zülle            | ONCE    | 23 min 05 s |
| 2 | Laurent Bezault       | Gan     | + 9 s       |
| 3 | Jean-François Bernard | Banesto | + 24 s      |

## Classements finals

### Classement général
|    | Cycliste             | Équipe        | Temps            |
| -- | -------------------- | ------------- | ---------------- |
| 1  | Alex Zülle           | ONCE          | 29 h 07 min 45 s |
| 2  | Laurent Bezault      | Gan           | + 41 s           |
| 3  | Pascal Lance         | Gan           | + 1 min 07 s     |
| 4  | Armand de Las Cuevas | Banesto       | + 1 min 44 s     |
| 5  | Erik Breukink        | ONCE          | + 1 min 55 s     |
| 6  | Laurent Brochard     | Castorama     | + 2 min 25 s     |
| 7  | Andrew Hampsten      | Motorola      | + 2 min 27 s     |
| 8  | Tony Rominger        | CLAS-Cajastur | + 2 min 32 s     |
| 9  | Lance Armstrong      | Motorola      | + 2 min 45 s     |
| 10 | Stéphane Heulot      | Banesto       | + 2 min 54 s     |